# Stijn Dejonckheere
Stijn Dejonckheere (ur. 21 stycznia 1988 w Torhout) – belgijski siatkarz, grający na pozycji libero, reprezentant Belgii. 

## Sukcesy klubowe
Mistrzostwo Belgii:
- 2013, 2014, 2015[1], 2016, 2017
- 2018, 2019
- 2007

Puchar Belgii:
- 2013[2], 2016, 2017, 2018, 2019

Superpuchar Belgii:
- 2013, 2014, 2018

## Sukcesy reprezentacyjne
Liga Europejska:
- 2013[3]

## Nagrody indywidualne
- 2012: Najlepszy przyjmujący Ligi Belgijskiej
- 2013: Najlepszy libero Ligi Europejskiej
- 2015: Najlepszy libero Ligi Belgijskiej